# Graeme Fish
Graeme Fish (ur. 23 sierpnia 1997 w Moose Jaw) – kanadyjski łyżwiarz szybki, trzykrotny medalista mistrzostw świata.

## Kariera
W 2017 roku zdobył dwa brązowe medale podczas mistrzostw świata juniorów w Helsinkach: w biegu na 5000 m oraz w starcie masowym. Pierwszy raz na podium zawodów Pucharu Świata stanął 7 grudnia 2019 roku w Nur-Sułtan, kończąc rywalizację w biegu na 10 000 m na trzeciej pozycji. Wyprzedzili go jedynie Patrick Roest z Holandii i Rosjanin Daniła Siemierikow. W sezonie 2019/2020 był trzeci w klasyfikacji końcowej 5000/10 000 m.
Na dystansowych mistrzostwach świata w Salt Lake City w 2020 roku zdobył złoty medal na dystansie 10 000 m oraz brązowy w biegu na 5000 m, w którym uległ tylko Ted-Jan Bloemen i Holender Sven Kramer.